# Кубок мира по лыжному двоеборью 1984/1985
Кубок мира по лыжному двоеборью 1984/1985 - 2-й сезон соревнований двоеборцев. Соревнованиям был дан старт в Югославской Планице 15 декабря 1984 года, а финиш был в Осло 16 марта 1985 года. Всего было проведено 7 стартов. Кубок мира защищал норвежский спортсмен Том Сандберг. В январе 1985 года были разыграны два комплекта наград на Чемпионате мира по лыжным видам спорта. Кубок мира завоевал Гейр Андерсен из Норвегии.

## Результаты
| Этап                                                     | Дата            | Место         | Дисциплина  | Победитель      | Второй призёр   | Третий призёр    | Детали |
| -------------------------------------------------------- | --------------- | ------------- | ----------- | --------------- | --------------- | ---------------- | ------ |
| 1.                                                       | 15 декабря 1984 | Планица       | К-90/15 км  | Гейр Андерсен   | Хуберт Шварц    | Хеллстейн Бёгсет | [ 1 ]  |
| 2.                                                       | 20 декабря 1984 | Санкт-Мориц   | К-90/15 км  | Гейр Андерсен   | Хуберт Шварц    | Томас Мюллер     | [ 2 ]  |
| 3.                                                       | 29 декабря 1984 | Обервизенталь | К-90/15 км  | Хейко Хангер    | Уве Дотцауэр    | Оливер Варг      | [ 3 ]  |
| 4.                                                       | 5 января 1985   | Шонах         | К-90/15 км  | Херманн Вайнбух | Гейр Андерсен   | Хуберт Шварц     | [ 4 ]  |
| Чемпионат мира по лыжным видам спорта (16.01-27.01.1985) |                 |               |             |                 |                 |                  |        |
| 5.                                                       | 23 февраля 1985 | Ленинград     | К-90/15 км  | Гейр Андерсен   | Херманн Вайнбух | Хеллстейн Бёгсет | [ 5 ]  |
| 6.                                                       | 2 марта 1985    | Лахти         | К-90/15 км  | Гейр Андерсен   | Херманн Вайнбух | Томас Мюллер     | [ 6 ]  |
| 7.                                                       | 16 марта 1985   | Осло          | К-120/15 км | Херманн Вайнбух | Гейр Андерсен   | Хейко Хангер     | [ 7 ]  |

## Общий зачёт
| Место | Спортсмен          | Очки |
| ----- | ------------------ | ---- |
| 1.    | Гейр Андерсен      | 140  |
| 2.    | Херманн Вайнбух    | 126  |
| 3.    | Хуберт Шварц       | 79   |
| 4.    | Хеллстейн Бёгсет   | 69   |
| 5.    | Хейко Хангер       | 62   |
| 6.    | Уве Дотцауэр       | 52   |
| 7.    | Томас Мюллер       | 46   |
| 8.    | Торбьорн Локкен    | 39   |
| 9.    | Ивар Олсен         | 38   |
| 10.   | Клаус Зульценбахер | 34   |